# Socha svatého Jana Nepomuckého (Nechanice)
Sloup se sochou svatého Jana Nepomuckého se nalézá na Malém náměstí ve městečku Nechanice v okrese Hradec Králové. Barokní pískovcová socha pocházející od neznámého autora z roku 1730 stojící na netradičně bohatě reliéfně zdobeném a členěném sloupovitém podstavci tvoří významnou architektonickou dominantu Malého náměstí. Socha je chráněna od 13. září 1993 jako kulturní památka ČR. Národní památkový ústav tuto sochu uvádí v katalogu památek pod rejstříkovým číslem ÚSKP 10384/6-5650.

## Popis
Barokní sloup se sochou svatého Jana Nepomuckého je umístěn na osmiboké kamenné plošině o třech stupních. Sousoší sestává z nepravidelně šestibokého trojdílného soklu, na kterém stojí šestiboký dřík s baňatým spodkem, pokrytým reliéfními akantovými listeny.
V horní části dříku se nalézá šest reliéfů ze života svatého Jana Nepomuckého: 1. Narození Jana Nepomuckého, 2. Posvěcení Jana Nepomuckého, 3. Jan Nepomucký zpovídá královnu, 4. Jan Nepomucký dává almužnu žebrákovi, 5. Jan Nepomucký veden zbrojnoši, 6. Jan Nepomucký svržen do Vltavy. 
Dřík je zakončen profilovanou římsou, na níž stojí socha světce v mírně podživotní velikosti, oblečená v kanovnickém rouchu, v náručí oběma rukama svírající krucifix, k němuž sklání hlavu pokrytou biretem.

## Galerie

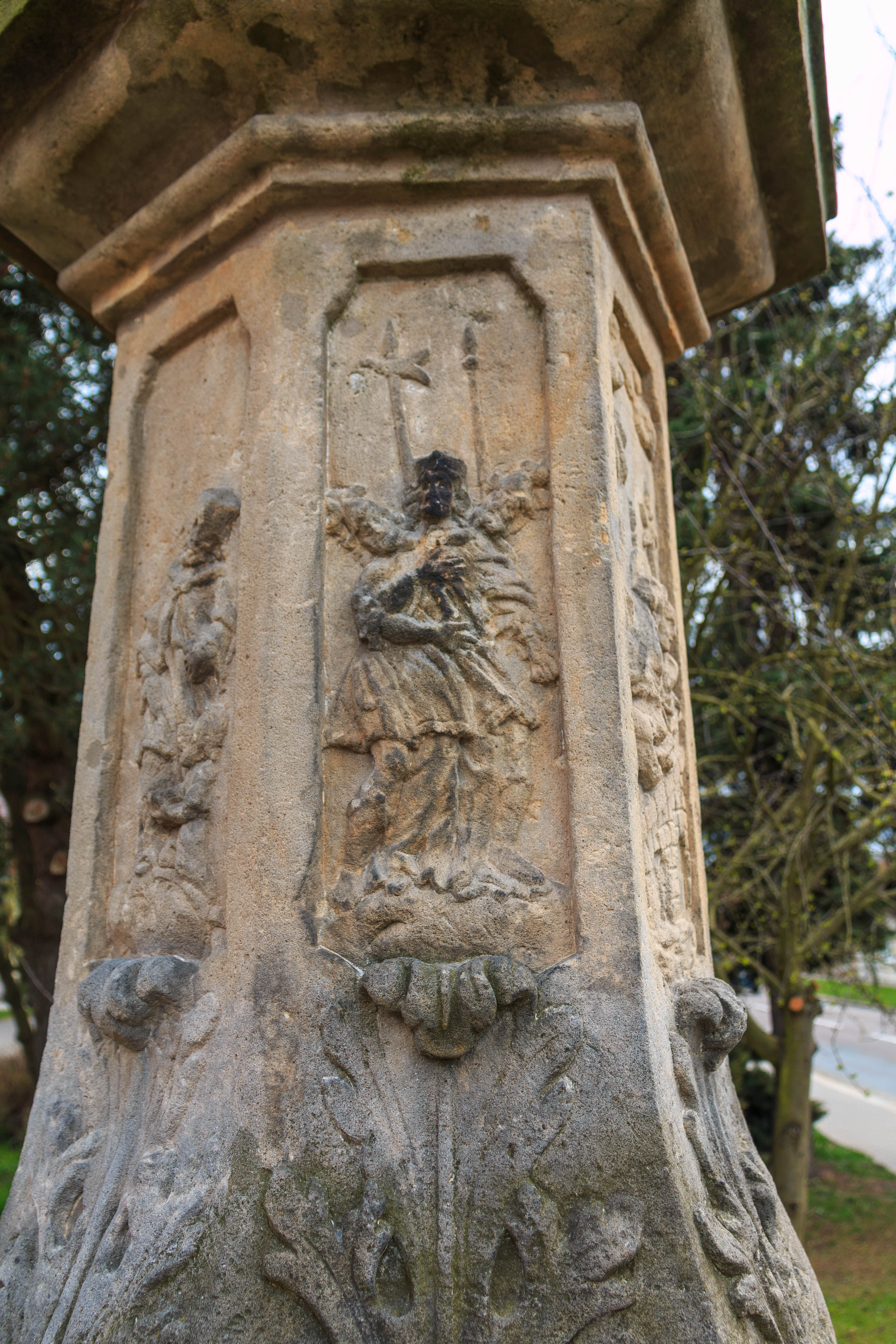
reliéfy ze života svatého Jana Nepomuckého
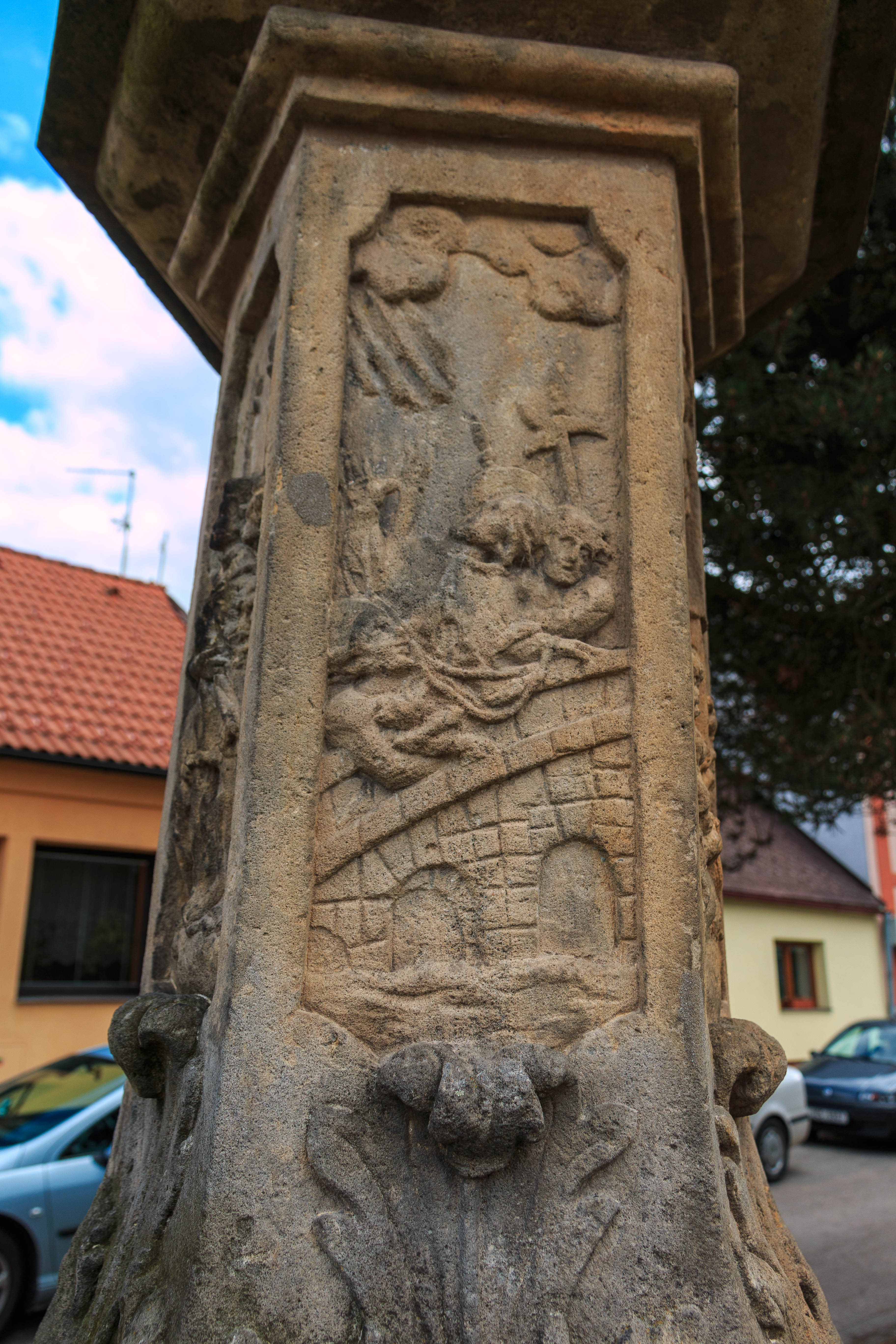
reliéfy ze života svatého Jana Nepomuckého
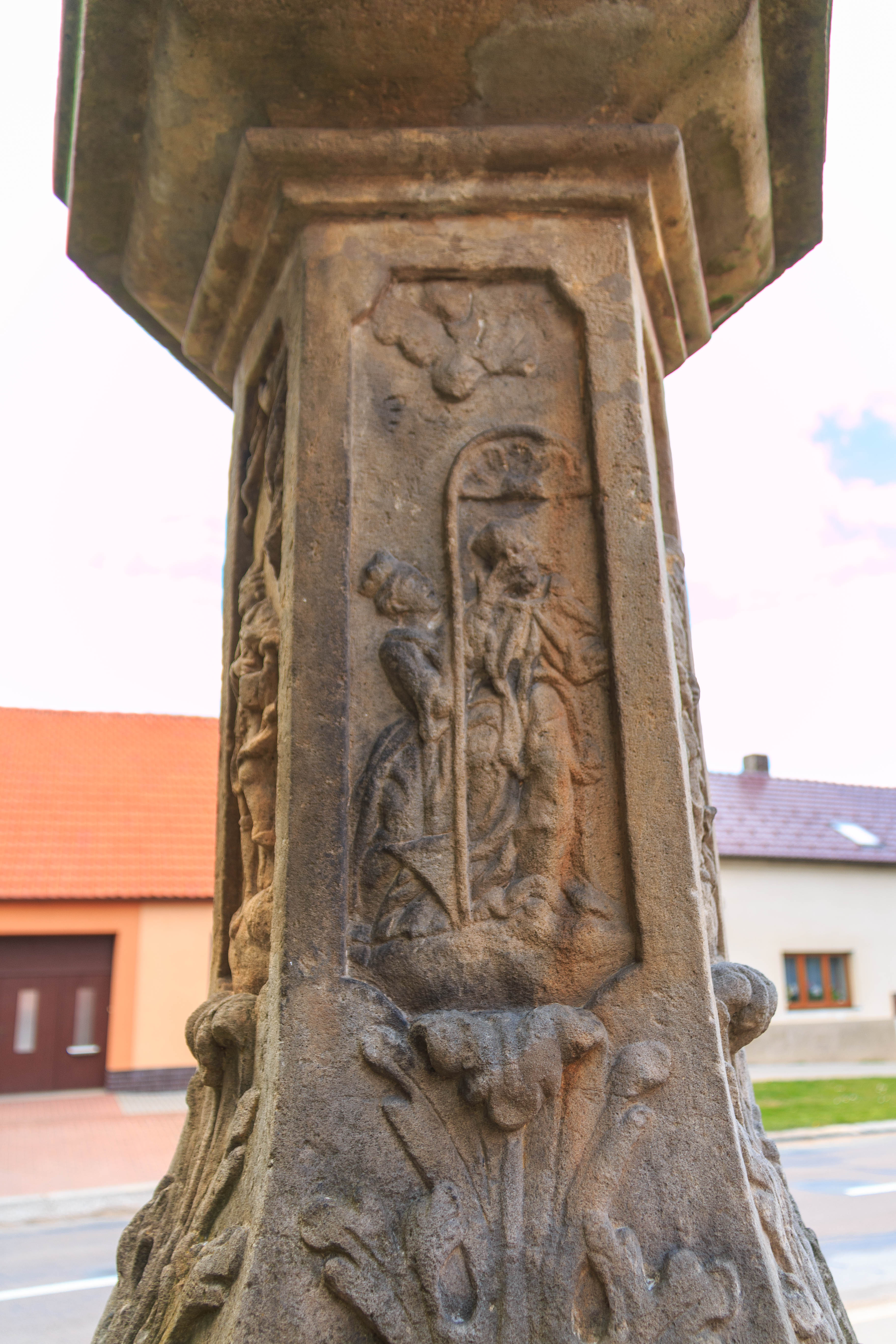
reliéfy ze života svatého Jana Nepomuckého
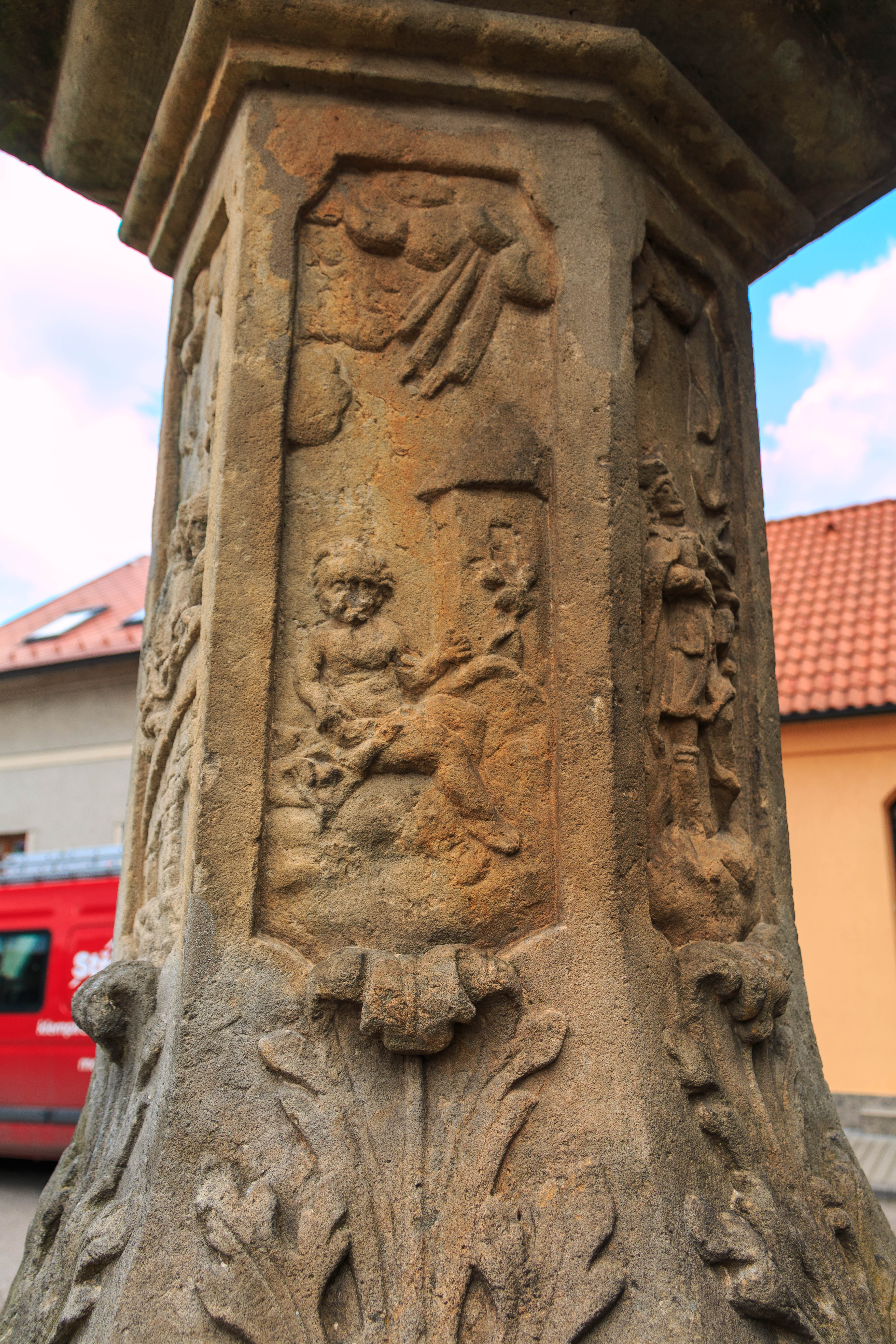
reliéfy ze života svatého Jana Nepomuckého
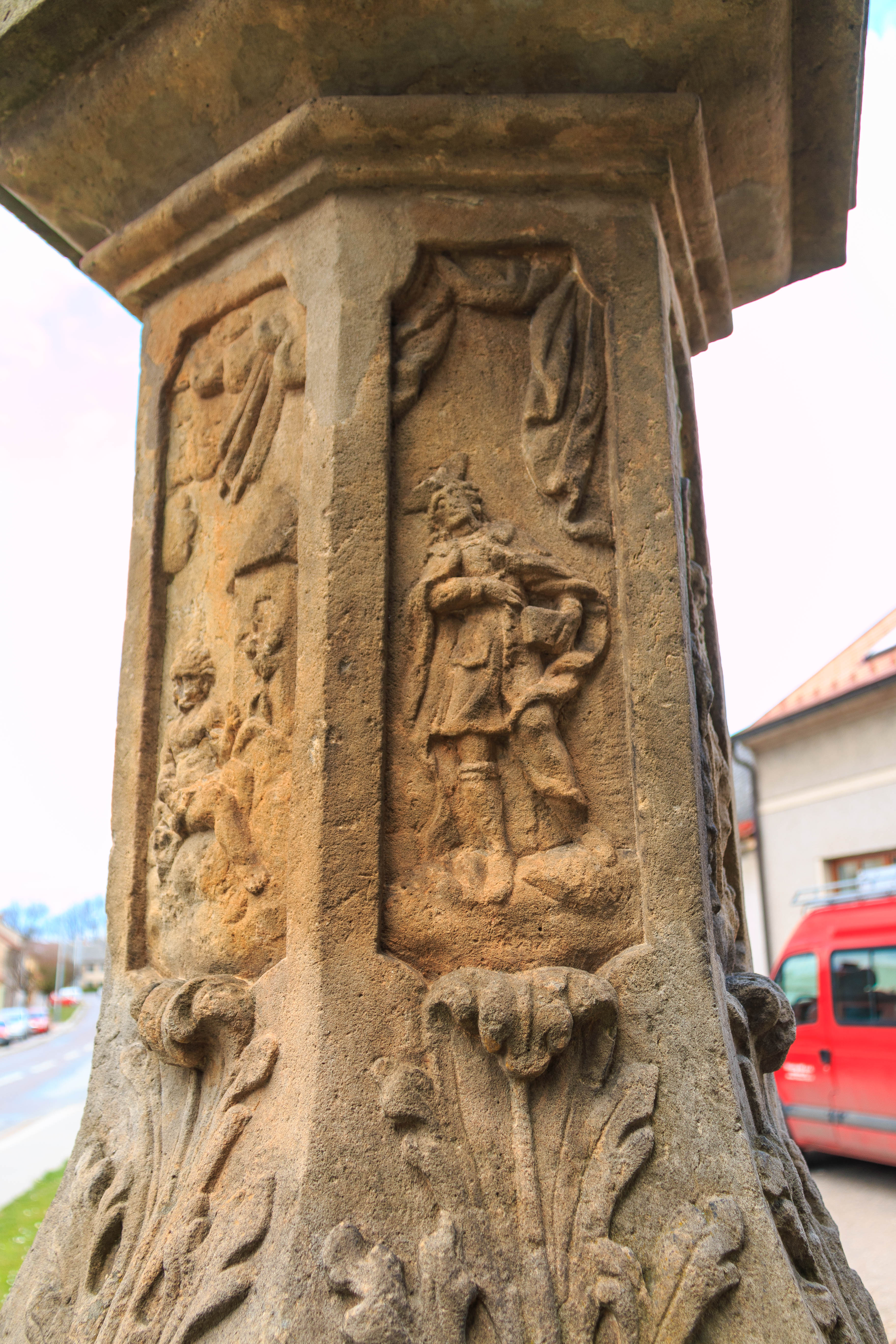
reliéfy ze života svatého Jana Nepomuckého
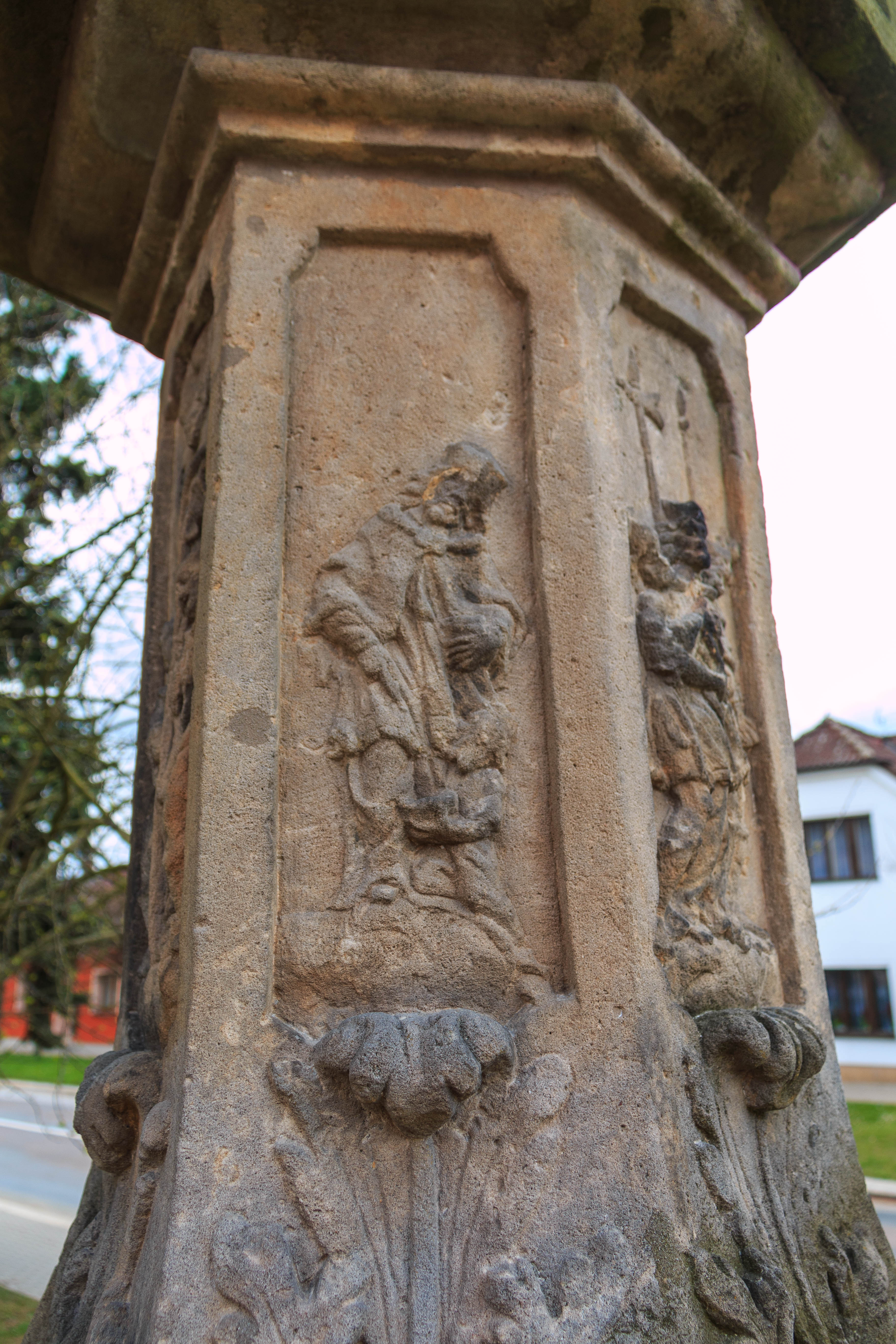
reliéfy ze života svatého Jana Nepomuckého